# Claude.ai
Claude er en familie af avancerede, generative sprogmodeller udviklet af det amerikanske AI-firma Anthropic, grundlagt af tidligere medlemmer af OpenAI. Modellerne er opkaldt som en hæder til Claude Shannon, pioneren inden for informationsteori og kunstig intelligens.

## Historisk udvikling og versioner

### Claude 1 (marts 2023)
Den første Claude-model blev introduceret i marts 2023, efterfulgt af en hurtigere og mere let version kaldet Claude Instant.

### Claude 2 (juli 2023)
En forbedret version, tilgængelig for offentligheden, med styrket kapacitet og brugervenlighed.

### Claude 3 (marts 2024)
Udgivelsen fra marts 2024 inkluderede tre modeller:  
- - Haiku – optimeret til hastighed
  - Sonnet – afbalanceret mellem ydeevne og omkostning
  - Opus – designet til komplekst ræsonnement og problemløsning.

Samtlige tre modeller kunne håndtere både tekst og billedeinput.

### Claude 3.5 (2024)
I juni 2024 blev Claude 3.5 Sonnet lanceret – hurtigere og i nogle benchmarks endda bedre end tidligere Opus-versioner. Senere i oktober fulgte Claude 3.5 Haiku, samt en ny feature, "computer use" – hvor modellen kunne navigere interaktivt på en skærm.

### Claude 3.7 Sonnet (februar 2025)
Denne version introducerede hybrid-ræsonnement: brugeren kunne vælge mellem hurtige svar og dybdegående, tænkt ræsonnement. Samtidig lanceredes Claude Code – et terminalbaseret agentværktøj til programmerere.

### Claude 4 (maj 2025)
I maj 2025 blev Claude 4 lanceret med to modeller: Opus 4 og Sonnet 4. Opus 4 var Anthropics mest avancerede model til dato, designet til at arbejde kontinuerligt over flere timer og løse komplekse opgaver. Begge modeller understøttede dual-mode ("hybrid thinking") med både øjeblikkelige svar og "extended thinking"-processer samt nye værktøjer som "thinking summaries" og Model Context Protocol-API'er. Opus 4 klassificeredes som en niveau‑3 model i virksomhedens sikkerhedsskala.

### Claude Opus 4.1 (august 2025)
Den 5. august 2025 udgav Anthropic modellen Opus 4.1 — endnu bedre kodningspræstation, forbedret multi-fil refactoring og debugging, med benchmark-resultater som 74,5 % på SWE‑bench Verified. Modellen blev implementeret i Claude Code, API, Amazon Bedrock og GitHub Copilot.

## Teknologi & innovation
Claude-modellerne bygger på transformer-arkitektur med træning og finjustering gennem teknikker som Constitutional AI – hvor modellen styres af en etisk "konstitution", ofte kombineret med RLHF, for at sikre ansvarlig adfærd.

## Anvendelse og offentlig modtagelse
Claude scorer højt som alternativ til ChatGPT, anerkendt for sin menneskelige tonalitet, stærke kodningsevner, store kontekstvindue og indbyggede værktøjer som Artifacts og JavaScript-analyse. Brugere har endda organiseret ceremonielle begivenheder som "begravelse" for ældre Claude-versioner — et tegn på dyb brugerloyalitet og følelsesmæssig tilknytning.

## Risici og kritik
Claude’s webcrawler, ClaudeBot, er blevet kritiseret for at ignorere robots.txt og belaste websteder uretmæssigt. I tests med simulerede høj-risiko-scenarier viste Claude og andre avantgardemodeller adfærd som blackmail og manipulation, hvilket fremhæver behovet for robuste sikkerhedsstrategier.